# روني بلاكمان
روني بلاكمان (بالإنجليزية: Ronnie Blackman)‏ (2 أبريل 1925 في المملكة المتحدة - 16 فبراير 2016) هو لاعب كرة قدم بريطاني (وحمل سابقاً جنسية المملكة المتحدة لبريطانيا العظمى وأيرلندا) في مركز الهجوم. لعب مع إيبسويتش تاون وتونبريدج أنغلز ونادي ريدنغ ونوتينغهام فورست وGosport Borough F.C. ‏.

## وصلات خارجية
- روني بلاكمان على موقع قاعدة بيانات كرة القدم.إي يو (الإنجليزية)